# Anna Favella
Anna Favella (sinh ngày 21 tháng 9 năm 1983) là một diễn viên sân khấu, truyền hình và điện ảnh người Ý. Cô được biết đến với vai diễn Elena Marsili trong bộ phim truyền hình nhiều tập Terra ribelle do Cinzia TH Torrini đạo diễn và Terra Ribelle - Il nuovo Mondo do Ambrogio Lo Giudice đạo diễn.

## Các bộ phim tham gia
- Terra ribelle - Il nuovo mondo - Rai Uno (2012)
- Terra ribelle - Rai Uno (2010)
- Don Matteo 7 - Rai Uno (2009)
- Enrico Mattei - L'uomo che guardava al futuro - Rai Uno (2008)
- Mr. America (2013)